# Епархия Проприи
Епархия Проприи (лат. Dioecesis Propriensis) — епархия Римско-Католической церкви с центром в городе Проприя, Бразилия. Епархия Проприи входит в митрополию Аракажу. Кафедральным собором епархии Проприи является церковь святого Антония Падуанского.

## История
30 апреля 1960 года Римский папа Иоанн XXIII выпустил буллу «Ecclesiarum omnium», которой учредил епархию Проприи, выделив её из архиепархии Аракажу. В этот же день епархия Проприи вступила в митрополию Аракажу.

## Ординарии епархии
- епископ José Brandão de Castro (25.06.1960 — 30.10.1987)
- епископ José Palmeira Lessa (30.10.1987 — 6.12.1996)
- епископ Mário Rino Sivieri (18.03.1997 — по настоящее время)

## Источник
- Annuario Pontificio, Ватикан, 2005